# Huonia daphne
Huonia daphne is een libellensoort uit de familie van de korenbouten (Libellulidae), onderorde echte libellen (Anisoptera).
De wetenschappelijke naam Huonia daphne is voor het eerst geldig gepubliceerd in 1953 door Lieftinck.